# 套牢股票
套牢股票，香港稱之為蟹貨，是股市的常見名詞，意指投資者買入股票後，股價隨即下跌，若以現價賣出便會虧損，如果期望能重新獲利，便只能繼續持有股票，直至日後股價有機會回升為止，這就是所謂被「套牢」。被套牢的投資者，香港俗稱「大閘蟹」（取其形同大閘蟹那樣被綁著，動彈不得），台灣則以雙關語稱為「住套房」；而被套牢而積壓的股票，香港俗稱「蟹貨」。
有財經分析員相信，若套牢太多的股票，即現價比當時買入價低很多，而很多投資者在不同而較現價高的價錢買入這隻股票，日後都很難再炒上，因為當股價升回某個價錢（即「蟹貨區」），大批先前以這個價錢買入該股票的投資者會紛紛賣出套現，造成股價再度下跌，以致股票再難炒上。
通常在股市暴升再大跌後，「坐艇」股票的投資者會特別多，因此有時「坐艇」的日子可能需要數年，例如在科網股泡沫爆破後的電訊盈科便是好例子。